# De beste zangers unplugged
De Beste Zangers Unplugged is een Nederlands televisieprogramma van de TROS. Het eerste seizoen van het programma werd in negen afleveringen uitgezonden in de periode van 8 juli tot 2 september 2012.
In elke aflevering is één artiest de gastheer/vrouw die nummers zingt uit eigen repertoire of liedjes van andere artiesten. Daarnaast ontvangt de artiest een aantal gasten die zelf een nummer ten gehore brengen en met wie duetten gezongen worden.

## Afleveringen

### Aflevering 1
Artiest: Jeroen van der Boom
| Gezongen lied           | Gezongen door                       | Origineel                         |
| ----------------------- | ----------------------------------- | --------------------------------- |
| Kom maar op             | Jeroen van der Boom                 | Jeroen van der Boom               |
| Have I Told You Lately  | Jeroen van der Boom                 | Van Morrison                      |
| Een Nieuwe Dag          | Jeroen van der Boom & Lange Frans   | Jeroen van der Boom & Lange Frans |
| Dagen dat ik je vergeet | Jeroen van der Boom                 | Kadanz                            |
| Het Is Over             | Jeroen van der Boom & Glennis Grace | Jeroen van der Boom               |
| Nothing Compares 2 You  | Glennis Grace                       | Prince / Sinéad O'Connor          |
| Zoom                    | Jeroen van der Boom                 | Fat Larry's Band                  |
| Vrienden                | Jeroen van der Boom & René Froger   | Jeroen van der Boom & René Froger |
| Jij Bent Zo             | Jeroen van der Boom                 | Jeroen van der Boom               |

### Aflevering 2
Artiest: Nick & Simon
| Gezongen lied           | Gezongen door               | Origineel                   |
| ----------------------- | --------------------------- | --------------------------- |
| Bij Je Zijn             | Nick & Simon                | Nick & Simon                |
| Hard To Handle          | Nick Schilder               | Otis Redding                |
| Hoe Lang                | Simon Keizer & Yes-R        | Nick & Simon                |
| Als Er Geen Morgen Was  | Yes-R                       | Yes-R                       |
| Supply and Demand       | Nick & Simon                | The Hives                   |
| Never nooit meer        | Simon Keizer                | Gordon & Re-Play            |
| Blijf bij mij           | Nick Schilder & Ruth Jacott | Paul de Leeuw & Ruth Jacott |
| Never Never Never       | Ruth Jacott                 | Shirley Bassey              |
| Lion In The Morning Sun | Simon Keizer                | Will And The People         |
| Hallelujah              | Nick Schilder               | Leonard Cohen               |
| Vrij                    | Nick & Simon                | Nick & Simon                |

### Aflevering 3
Artiest: Gordon
| Gezongen lied                        | Gezongen door                    | Origineel                                      |
| ------------------------------------ | -------------------------------- | ---------------------------------------------- |
| Omdat ik zo van je hou               | Gordon                           | Gordon                                         |
| They Don't Play Our Lovesong Anymore | Gordon & Anita Meyer             | Anita Meyer                                    |
| Jolene & Nine To Five                | Anita Meyer                      | Dolly Parton                                   |
| De Verzoening                        | Gordon                           | Frank Boeijen Groep                            |
| Droomland                            | Gordon & Peter Beense            | Willy Derby / Willy Alberti                    |
| Let's Stay Together                  | Gordon                           | Al Green                                       |
| As                                   | Gordon & Do                      | Stevie Wonder / George Michael & Mary J. Blige |
| Liefde van Later                     | Do                               | Herman van Veen                                |
| Loop Naar Het Licht                  | Gordon & Los Angeles, The Voices | Los Angeles, The Voices                        |

### Aflevering 4
Artiest: Glennis Grace
| Gezongen lied                | Gezongen door                | Origineel                   |
| ---------------------------- | ---------------------------- | --------------------------- |
| Ik Ben Niet Van Jou          | Glennis Grace                | Glennis Grace               |
| Didn't We Almost Have It All | Glennis Grace                | Whitney Houston             |
| One Chance                   | Glennis Grace & Lange Frans  | Glennis Grace & Lange Frans |
| Empire State Of Mind         | Glennis Grace & Lange Frans  | Alicia Keys & Jay-Z         |
| Saddest Goodbye              | Glennis Grace                | Glennis Grace               |
| Little Green Bag             | Glennis Grace & George Baker | George Baker Selection      |
| Afscheid                     | Glennis Grace                | Volumia                     |
| Kon Ik Maar Even Bij Je Zijn | Glennis Grace & Thomas Berge | Gordon                      |
| Donker om je heen            | Glennis Grace                | André Hazes                 |

### Aflevering 5
Artiest: Xander de Buisonjé
| Gezongen lied                 | Gezongen door                            | Origineel          |
| ----------------------------- | ---------------------------------------- | ------------------ |
| Blijf bij mij                 | Xander de Buisonjé                       | Volumia            |
| Layla                         | Xander de Buisonjé                       | Eric Clapton       |
| Ik Kan Het Niet Alleen        | Xander de Buisonjé & Jeroen van der Boom | De Dijk            |
| Faith                         | Xander de Buisonjé                       | George Michael     |
| Zij Gelooft in Mij            | Xander de Buisonjé & Do                  | André Hazes        |
| Only Girl in The World        | Do                                       | Rihanna            |
| It Ain't Over 'till It's Over | Xander de Buisonjé                       | Lenny Kravitz      |
| Ordinary People               | Jan Dulles                               | John Legend        |
| Soul Man                      | Xander de Buisonjé & Jan Dulles          | The Blues Brothers |
| Jij                           | Xander de Buisonjé                       | Volumia            |

### Aflevering 6
Artiest: Gerard Joling
| Gezongen lied         | Gezongen door                | Origineel                   |
| --------------------- | ---------------------------- | --------------------------- |
| Dan Voel Je Me Beter  | Gerard Joling                | Michel Teló / Gerard Joling |
| Blijf bij mij         | Gerard Joling & Jan Smit     | André Hazes & Gerard Joling |
| Echte Vrienden        | Gerard Joling & Jan Smit     | Gerard Joling & Jan Smit    |
| Telkens Weer          | Gerard Joling                | Willeke Alberti             |
| One Day I'll Fly Away | Gerard Joling & Berget Lewis | Randy Crawford              |
| Geef Me Je Lach       | Berget Lewis                 | Peter Beense                |
| Heel Even             | Gerard Joling                | Shirley Zwerus              |
| Laat Me Alleen        | Gerard Joling & Ruth Jacott  | Rita Hovink                 |
| Leun op Mij           | Ruth Jacott                  | Ruth Jacott                 |
| Ik Hou D'r Zo Van     | Gerard Joling                | Gerard Joling               |

### Aflevering 7
Artiest: Jan Dulles
| Gezongen lied                    | Gezongen door              | Origineel                 |
| -------------------------------- | -------------------------- | ------------------------- |
| Geloven in het leven             | 3JS                        | 3JS                       |
| Somebody That I Used To Know     | Jan Dulles                 | Gotye & Kimbra            |
| Aan de Amsterdamse Grachten      | Jan Dulles & René Froger   | Wim Sonneveld             |
| 'k Heb Je Lief                   | René Froger                | René Froger               |
| Hart van mijn Gevoel             | Jan Dulles                 | De Kast                   |
| I Heard It through the Grapevine | Jan Dulles & Berget Lewis  | Marvin Gaye               |
| Zwart Wit                        | Berget Lewis               | Frank Boeijen Groep       |
| I Feel Good                      | Jan Dulles                 | James Brown               |
| Woodstock                        | Jan Dulles & Nick Schilder | Matthews Southern Comfort |
| Je Vecht Nooit Alleen            | 3JS                        | 3JS                       |

### Aflevering 8
Niet eerder uitgezonden liedjes
| Gezongen lied                          | Gezongen door                     | Origineel              |
| -------------------------------------- | --------------------------------- | ---------------------- |
| Zing voor Me                           | Lange Frans & Jeroen van der Boom | Lange Frans & Thé Lau  |
| Elke Zomer                             | René Froger                       | René Froger            |
| Hou van Mij                            | 3JS                               | 3JS                    |
| I can't stand the rain                 | Glennis Grace                     | Ann Peebles            |
| Crying                                 | Gerard Joling                     | Roy Orbison            |
| Una Paloma Blanca                      | George Baker                      | George Baker Selection |
| Laat Het Nu Maar Vrij                  | Do                                | Do                     |
| Jij en Ik                              | Thomas Berge                      | Thomas Berge           |
| If I Could Turn Back The Hands Of Time | Gordon                            | R. Kelly               |
| Suspicious Minds                       | Peter Beense                      | Elvis Presley          |
| Werd De Tijd Maar Teruggedraaid        | Jeroen van der Boom               | Jeroen van der Boom    |
| De Wereld Redden                       | Xander de Buisonjé                | Xander de Buisonjé     |

### Aflevering 9
De Hoogtepunten
| Gezongen lied                | Gezongen door                       | Origineel           |
| ---------------------------- | ----------------------------------- | ------------------- |
| Hoe Lang                     | Simon Keizer & Yes-R                | Nick & Simon        |
| Only Girl In The World       | Do                                  | Rihanna             |
| Somebody That I Used To Know | Jan Dulles                          | Gotye & Kimbra      |
| Het Is Over                  | Jeroen van der Boom & Glennis Grace | Jeroen van der Boom |

## Trivia
- De band is de Marcel Fisser Band o.l.v. Marcel Fisser.
- De achtergrondzangers/ zangeressen zijn Kelly Ter Horst, Lesley van der Aa en Edwin de Groot.
- De TROS heeft twee liedjes alleen op YouTube en haar website geplaatst: Jan Dulles en Nick Schilder - Late in the evening en René Froger & Jeroen van der Boom - Blijf kijken.